# B8station
- フジテレビジョン > フジテレビ番組一覧 > フジテレビ系アニメ > フジテレビの深夜アニメ枠 > B8station
- アニメ > テレビアニメ > フジテレビ系アニメ > フジテレビの深夜アニメ枠 > B8station
- テレビ番組 > 深夜番組 > 深夜アニメ > B8station

『B8station』（ビーハチステーション）は、フジテレビジョンが制作し、同局にて2023年10月16日より放送されている深夜アニメ番組の枠レーベル。

## 概要
2023年9月26日、フジテレビは、中国で動画配信事業などを手がけるbilibiliとIPに関するパートナーシップを構築することで合意し、これを受けて本枠を同年10月より新設することが発表された。
本枠では、bilibiliにて配信されている中国製アニメの日本語吹替版が放送されている。1作品目として、2022年1月期にTOKYO MXとBS11で放送された『時光代理人 -LINK CLICK-』を月曜未明（日曜深夜）に放送。2024年1月期からは木曜1時25分 - 1時55分（水曜深夜）に枠移動し、同じくフジテレビの深夜アニメ枠である『+Ultra』と連続する形で放送されている。さらに2025年4月の改編では、フジテレビ系列における平日23時台の番組が30分枠に縮小されることに合わせて、本枠の放送時間が10分繰り上げられた。
また、本枠ではフジテレビとbilibiliの共同製作による新作テレビアニメの製作も予定されている。

フジテレビの大多亮専務取締役（当時）は、次のようにコメントしている。
bilibiliの张圣晏副総裁は、「中国のオリジナルアニメーションが、東アジアで最も影響力のあるテレビメディアで継続的に放送されることとなります。」としたうえで、「戦略的協力の実現を通じて、アニメーションという年齢、人種、肌の色、言語の壁を超える芸術形式が、中日両国間の相互理解と交流を促進する重要な手段となると信じています」とコメントしている。
本枠は、ビデオリサーチによる視聴率調査では『Wナイト』枠の一部として扱われている。

## 作品一覧
|   | タイトル                                                | 放送期間          | 話数 | アニメーション制作       | 備考                                                      |
| - | ------------------------------------------------------- | ----------------- | ---- | ------------------------ | --------------------------------------------------------- |
| 1 | 時光代理人 -LINK CLICK-                                 | 2023年10月 - 12月 | 12   | 瀾映画                   | 2022年1月期にTOKYO MXとBS11で放送された作品の実質再放送。 |
| 2 | 百妖譜（第1期）                                         | 2024年1月 - 3月   | 12   | 絵梦                     |                                                           |
| 3 | 時光代理人 -LINK CLICK- II                              | 2024年4月 - 6月   | 12   | 瀾映画                   |                                                           |
| 4 | 下の階には澪がいる                                      | 2024年7月 - 9月   | 12   | Red Dog Culture House    | アニメ版原題：爱上她的理由                                |
| 5 | 百妖譜（第2期）                                         | 2024年10月 - 12月 | 12   | 絵梦                     |                                                           |
| 6 | RINGING FATE                                            | 2025年1月 - 3月   | 12   | MOJO 元気蛙              | 原題：命运拳台                                            |
| 7 | この恋で鼻血を止めて                                    | 2025年4月 - 6月   | 12   | Sound and Shadow Culture | アニメ版原題：无聊就完結 英題：Don't Give Up!             |
| 8 | 転生宗主の覇道譚 ～すべてを呑み込むサカナと這い上がる～ | 2025年7月 -       |      |                          | アニメ版原題：鲲吞天下之掌门归来                          |

## 放送局
各放送局での放送期間や放送時間については、各作品の項目を参照。